# Antigona
Antigona – kosowski film fabularny z roku 2006 w reżyserii Burima Mustafy.

## Opis fabuły
Akcje filmu rozgrywa się we współczesnym Kosowie, po zakończeniu wojny w 1999 r. Bohaterem filmu jest Mala, (który w czasie wojny należał do UÇK) i jego kuzynka Antigona. Mala i Antigona w trakcie wojny stracili całą rodzinę, która została wymordowana. Mala ucieka z miasta, gdzie wcześniej mieszkał i szuka odosobnienia w małym domku w górach. Antigona okres wojny spędziła w Albanii i wraca do Kosowa, gdzie odnajduje Malę.
Pewnego dnia, do domu, w którym mieszka Mala dociera oddział KFOR, który poszukuje ukrytej broni, wraz z albańskim tłumaczem. Pod nieobecność Mali w domu jest tylko Antigona. Antigona i tłumacz zostają sami w domu i tak zaczyna się ich kilkumiesięczny związek. Tłumacz obiecuje dziewczynie, że razem opuszczą Kosowo i wyjadą na Zachód. W dniu, kiedy Antigona informuje tłumacza, że jest z nim w ciąży ten namawia ją, aby przeprowadziła aborcję. Antigona odmawia, tłumacz opuszcza ją i wiąże się z inną kobietą. Przeznaczeniem Antigony jest tragiczny koniec.
Film jest pracą dyplomową absolwenta szkoły filmowej w Prizrenie, był prezentowany w kinach Kosowa, a także na Festiwalu Filmów Albańskich w Tiranie.

## Obsada
- Adriana Matoshi – Antigona
- Xhevdet Doda – Mala
- Shkelzen Veseli – Tłumacz
- Adrian Morina – Kupiec